# Fordilloidea
Fordillida
Ordre
Super-famille
Les Fordilloidea sont une super-famille de mollusques bivalves fossiles primitifs aujourd'hui disparue, qui comprenait deux familles, les Fordillidae et les Camyidae. Il s'agissait de la seule super-famille de l'ordre des Fordillida. La super-famille est connue à partir de fossiles datant du cambrien en Amérique du Nord, au Groenland, en Europe, au Moyen-Orient, en Asie et en Australie,,.  Les Fordillidae contiennent deux genres, Fordilla et Pojetaia dont chacun est connu à partir de trois espèces décrites tandis que la famille des Camyidae contient uniquement le genre Camya avec une espèce décrite, Camya asy,.

## Description
Les Fordilla étaient de petits bivalves avec deux valves de taille égale et presque ovales. En taille, les spécimens de Fordilla atteignent 4 mm de large pour une longueur de 25 mm,. Les coquilles sont compressées latéralement et la partie arrière est légèrement élargie.
Similaires aux Fordilla, les espèces de Pojetaia sont petites, mesurant moins de 2 mm de long. Les Pojetaia avaient une coquille presque ovale, avec des valves légèrement allongées. Le ligament était droit et l'umbo placé en position centrale. Contrairement aux Fordilla, les valves des Pojetaia étaient munies de une à trois dents par valve.
Camya est connu à partir des fossiles de deux jeunes spécimens incomplets, seule la valve droite ayant été retrouvée. La charnière est droite et l'umbo placé en position antérieure.

## Liste des familles
- † Camyidae Hinz-Schallreuter, 2000
- † Fordillidae Pojeta, 1975